# Penetrator (videogioco)
Penetrator è un videogioco sparatutto a scorrimento spaziale pubblicato nel 1982 per TRS-80 e successivamente per Commodore 64, Timex Sinclair 2068, MicroBee e ZX Spectrum dalla Melbourne House. Appartiene al filone delle imitazioni dell'arcade Scramble.

## Modalità di gioco
Come in Scramble si controlla un'astronave con scorrimento continuo verso destra sopra un paesaggio lunare montagnoso e dentro caverne. Gli sfondi sono semplici e formati solo dai profili delle caverne; le versioni per TRS-80, TS2068 e MicroBee sono monocromatiche.
I nemici comuni sono missili inizialmente fermi a terra che partono all'improvviso. Al posto dei depositi di carburante di Scramble ci sono numerose stazioni radar, di per sé innocue, ma la loro presenza aumenta gradualmente la pericolosità dei missili, rappresentata da un indicatore a barra, perciò il giocatore deve cercare di distruggerle frequentemente.
L'astronave del giocatore è armata di proiettili che viaggiano in orizzontale e di bombe che cadono verso terra. Solo nella versione Commodore 64 il pulsante di fuoco attiva entrambe le armi, mentre nelle altre si ha un particolare sistema di controllo: il pulsante o tasto di fuoco sgancia le bombe, mentre per sparare bisogna picchiettare brevemente lo stesso comando usato per il movimento verso destra.
Ci sono quattro aree da attraversare: solo la prima si svolge in superficie, poi si entra nelle caverne dove la seconda area ha profilo irregolare e la terza geometrico con strette pareti verticali. Nella quarta area il profilo è di nuovo irregolare e si aggiungono dei nemici in aria: dischi volanti su Commodore 64, oggetti che si muovono in verticale (variamente descritti dalle fonti come paracadutisti, missili o mostri) nelle altre. Per ultimo deve essere distrutto con una bomba ben piazzata un deposito di bombe nemico, e in caso di riuscita vengono mostrati dei fuochi d'artificio. Nel menù principale è disponibile anche una modalità allenamento in cui si può affrontare direttamente ciascuna delle aree.
Una particolarità di Penetrator è la presenza di un editor di livelli, controllato con un cursore, che consente di ridefinire la forma delle caverne e le posizioni dei nemici e di salvare le proprie creazioni su nastro o disco.